# Anopheles indefinitus
Anopheles indefinitus este o specie de țânțari din genul Anopheles. A fost descrisă pentru prima dată de Frank Ludlow în anul 1904. Conform Catalogue of Life specia Anopheles indefinitus nu are subspecii cunoscute.